# Nick Harbaruk
Mikołaj „Nick“ Harbaruk (* 16. August 1943 in Drohiczyn; † 10. März 2011 in Scarborough, Ontario) war ein polnisch-kanadischer Eishockeyspieler, der während seiner aktiven Karriere zwischen 1960 und 1977 unter anderem 364 Spiele für die Pittsburgh Penguins und die St. Louis Blues in der National Hockey League bestritten hat.
Harbaruk wurde in Polen geboren und wanderte mit seiner Familie im Alter von fünf Jahren nach Toronto, Ontario aus.  2011 verstarb er im Alter von 67 Jahren an einem Knochentumor. Er hinterließ eine Frau und zwei Töchter.

## Karriere
Harbaruk begann seine Karriere bei den Toronto Marlboros, für die er ab 1960 vier Saisons in der Ontario Hockey Association spielte. 1964 gewann er mit den Marlboros den Memorial Cup. Danach verbrachte der auf der Position des rechten Flügels spielende Harbaruk fünf Saisons bei den Tulsa Oilers, einem Farmteam der Toronto Maple Leafs, in der Central Hockey League (CHL). Dort machte er zudem seinen College-Abschluss. Im Intra-League Draft 1969, bei dem es den schwächeren Teams erlaubt war, Spieler der starken Teams zu verpflichten, die dort nur im Farmteam eingesetzt wurden, wurde er von den Pittsburgh Penguins verpflichtet, für die er die nächsten vier Saisons in der National Hockey League im Einsatz stand. Im Oktober 1973 wurde er zu den St. Louis Blues transferiert. Nach einer Saison mit den Blues wechselte Harbaruk in die World Hockey Association, wo er zweieinhalb Saisons für die Indianapolis Racers. Zum Schluss seiner Karriere als Eishockeyspieler bestritt er im Spieljahr 1976/77 eine letzte Spielzeit mit den Oklahoma City Blazers in der CHL. Nach seinem Rücktritt stand Nick Harbaruk als Trainer der Eishockeymannschaft des Seneca College in Toronto an der Bande.

## Erfolge und Auszeichnungen
- 1964 Memorial-Cup-Gewinn mit den Toronto Marlboros

## Karrierestatistik
(Legende zur Spielerstatistik: Sp oder GP = absolvierte Spiele; T oder G = erzielte Tore; V oder A = erzielte Assists; Pkt oder Pts = erzielte Scorerpunkte; SM oder PIM = erhaltene Strafminuten; +/− = Plus/Minus-Bilanz; PP = erzielte Überzahltore; SH = erzielte Unterzahltore; GW = erzielte Siegtore; 1 Play-downs/Relegation; Kursiv: Statistik nicht vollständig)